# Arturo Petrocelli
Pour les articles homonymes, voir Petrocelli (homonymie).
Arturo Petrocelli, né le 18 avril 1856 à Naples, et mort après 1916, est un peintre italien, réalisant principalement des scènes de genre et des natures mortes.

## Biographie
Arturo Petrocelli est né le 18 avril 1856 à Naples,. Il est le fils du peintre Vincenzo, et le frère aîné de Achille Petrocelli. Il a d'abord été élève de son père. Parmi ses principales œuvres figurent : La colomba insidiata nel nido, Un bacio furtivo; Selvaggina; et Il giuoco delle Nocciuole (scène de costume napolitain, exposé à la Promotrice). Il a réalisé de nombreuses natures mortes et des costumes pour la scène, peinture au pastel et à l'aquarelle.